# Generaloberer der Gesellschaft Jesu

IHS = Iesum Habemus Socium, ‚Wir haben Jesus als Gefährten‘ (Logo der Jesuiten)

Generaloberer der Gesellschaft Jesu (spanisch Prepósito General de la Compañía de Jesús; lat. Præpositus Generalis), der „Allgemeine Vorgesetzte“ (praepositus generalis), ist der deutschsprachige Titel für das Oberhaupt der Gesellschaft Jesu (Societas Jesu, Ordenskürzel: SJ), einer weltweit operierenden katholischen Ordensgemeinschaft, die allgemein als Jesuiten bekannt ist. 
Innerhalb des Ordens wird er Pater General genannt. Ein volkstümlicher Beiname ist  „Schwarzer Papst“ (spanisch Papa negro; italienisch Papa nero), ein Name, der sich teilweise aus der Farbe der nüchternen Soutane herleitet, die von all seinen Mitgliedern getragen wird (im Gegensatz zum weißen Gewand des Papstes) und auf die Befehlsgewalt, die der Generalobere über den Orden hat. Der Leiter wird von der nur selten einberufenen Generalkongregation des Ordens auf Lebenszeit gewählt, es besteht aber die Möglichkeit des Rücktrittes. Seit der 36. Generalkongregation im Jahr 2016 in Rom ist der Generalobere der Venezolaner Arturo Sosa. Seine letzten Vorgänger – Pedro Arrupe, Peter Hans Kolvenbach und zuletzt Adolfo Nicolás – waren aus Altersgründen zurückgetreten.

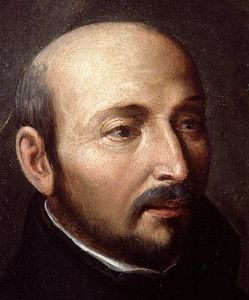
Ignatius von Loyola (Ordensgründer)
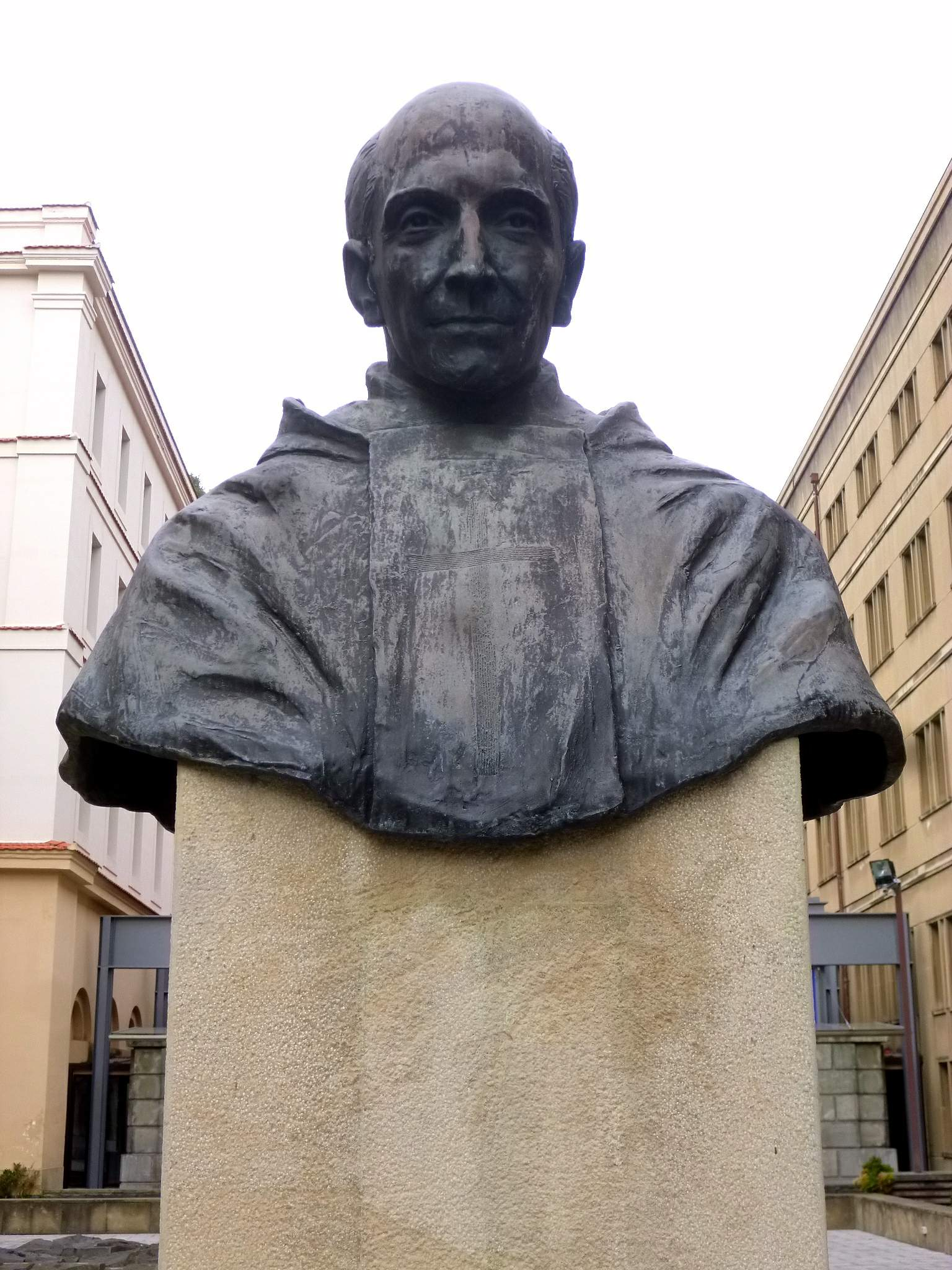
Pedro Arrupe (Denkmal vor der Universidad de Deusto, Bilbao)
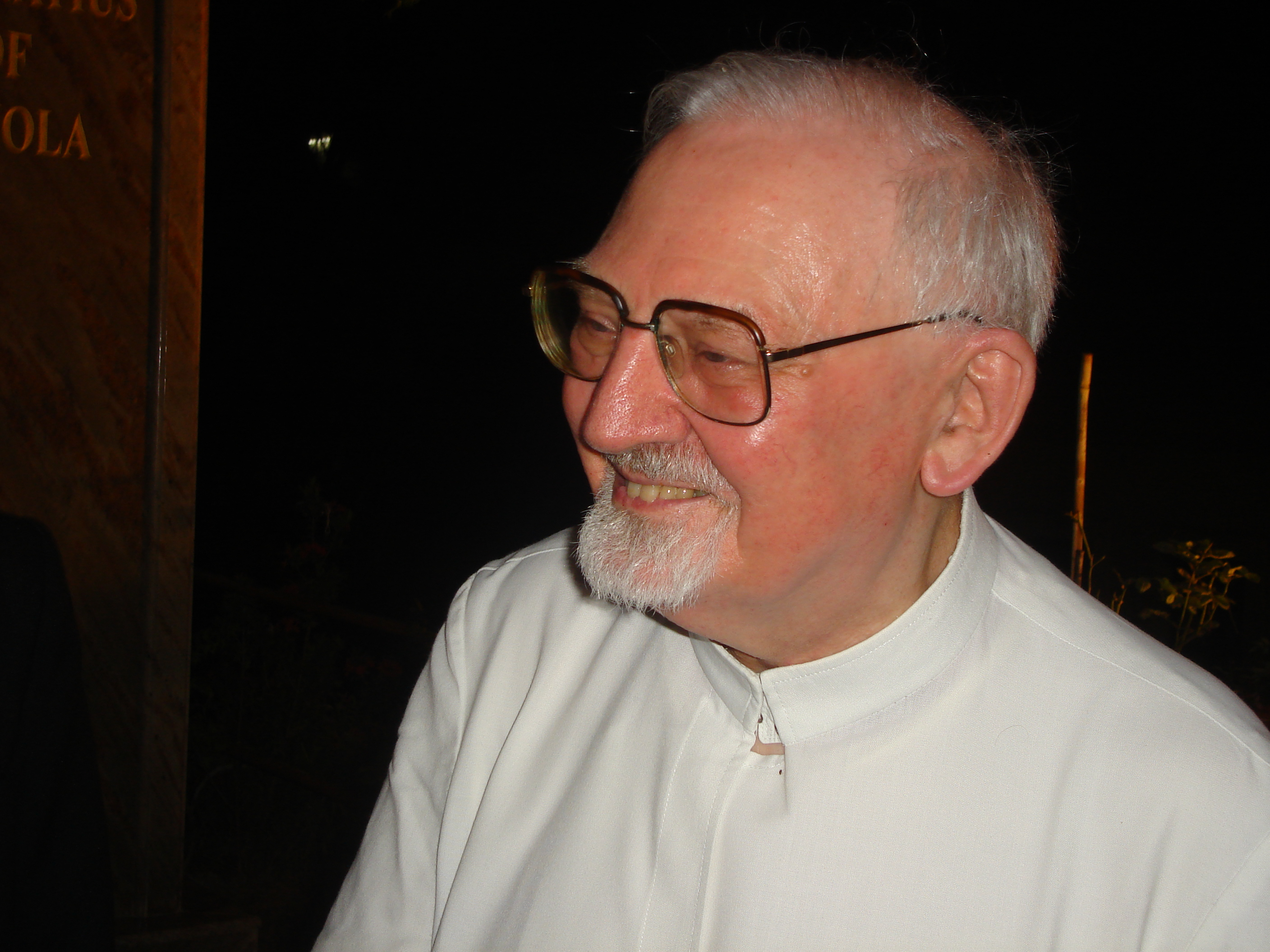
Peter Hans Kolvenbach (zurückgetreten 2008)
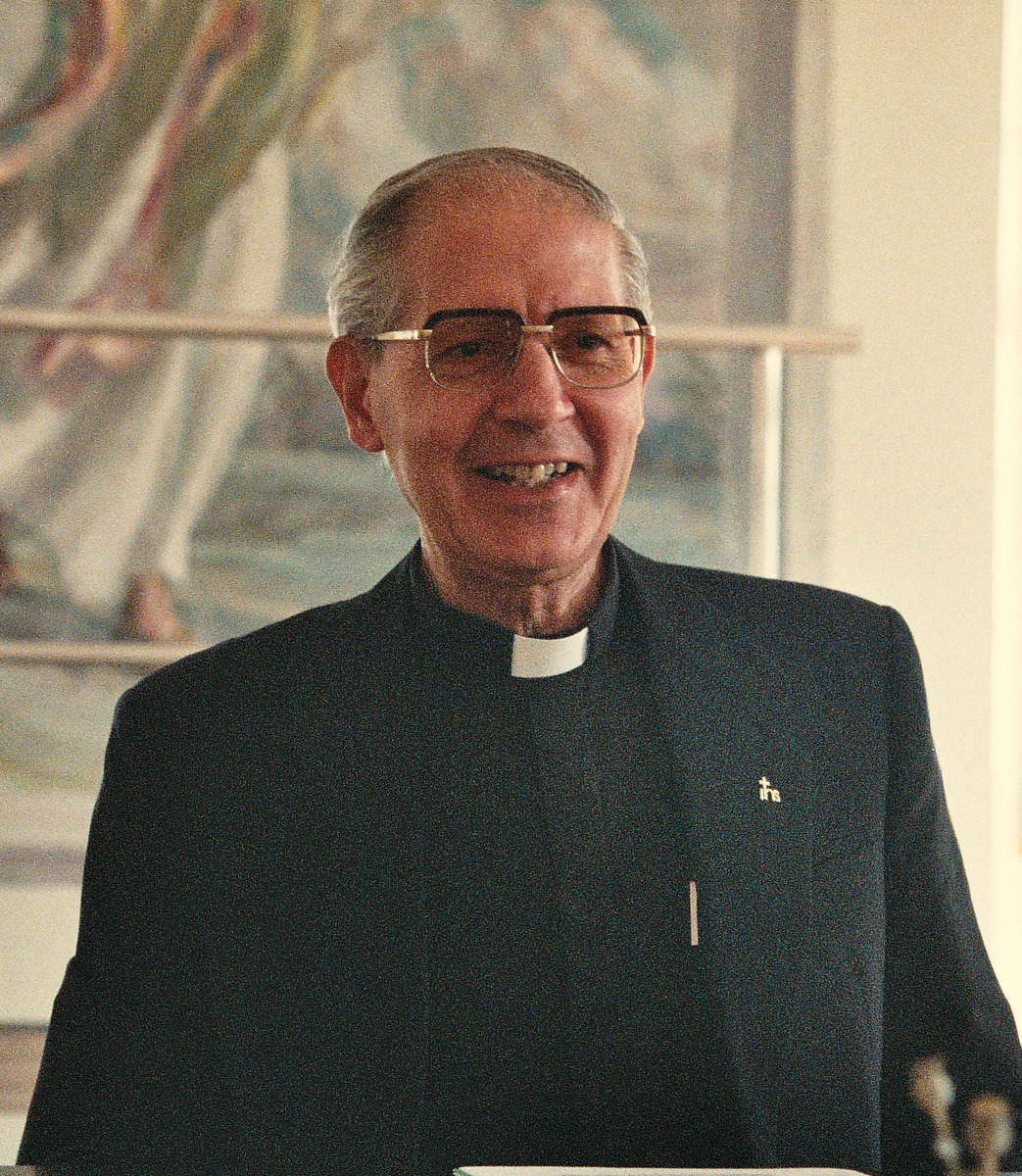
Adolfo Nicolás (zurückgetreten 2016)
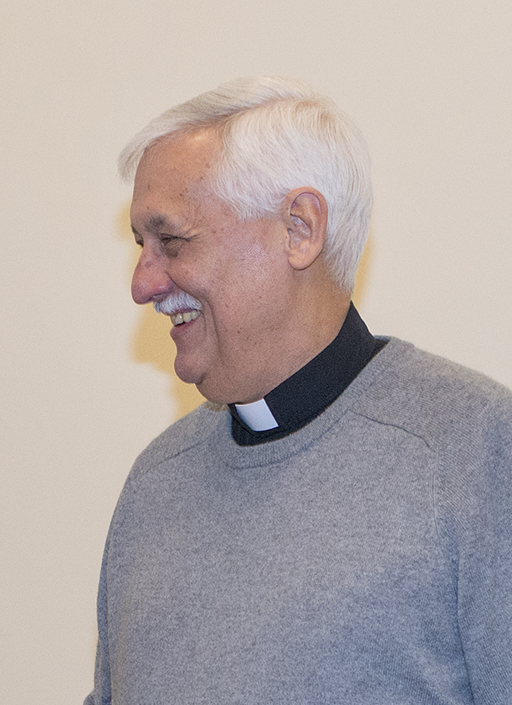
Arturo Sosa